# バイエルン (フリゲート)
バイエルン（ドイツ語：Bayern, F 217）は、ドイツ海軍のフリゲート。ブランデンブルク級フリゲートの3番艦。艦名はバイエルン州に由来する。

## 艦歴
「バイエルン」は、ティッセン＝ノルトゼーヴェルケエムデン工場で1993年12月16日に起工し、1994年6月30日に進水、1996年6月15日に就役し第6フリゲート戦隊に配属された。
命名・進水式では当時のバイエルン州首相エドムント・シュトイバーの妻カリン・シュトイバー（de:Karin Stoiber）が命名し、バイエルン州が後援団体となっている。1996年1月15日から公試を開始する。
1999年にはアライド・フォース作戦に参加しアドリア海に展開している。
2006年に第2フリゲート戦隊に所属変更される。
第2機動隊群第2フリゲート戦隊に所属し、ヴィルヘルムスハーフェンを母港としている。
2021年8月にドイツを出港し、8月29日にはソマリア沖のアデン湾で派遣海賊対処行動水上部隊として派遣されている海上自衛隊護衛艦「ゆうぎり」と共同訓練を行った。その後、オーストラリアやグアムなどに寄港した。同年11月4日から5日にかけて、関東南方海空域において海上自衛隊護衛艦「さみだれ」と日独共同訓練を実施し、同5日、東京国際クルーズターミナル（東京都江東区）に寄港した。独海軍艦艇が日本に寄港するのは約20年ぶり。5日は岸信夫防衛大臣が本艦を視察した。本艦のインド太平洋地域への派遣に際しては、中国に寄港することも計画していたが、独側の打診にもかかわらず、中国政府は本艦の上海入港を拒否したという。バイエルンは日本を出航後、対北朝鮮制裁を定めた国連安全保障理事会の決議に基づく「瀬取り」の監視活動も行う。
2022年1月29日、アデン湾において海上自衛隊護衛艦「ゆうだち」と共同訓練を実施し、クロスデッキ、戦術運動、近接運動を訓練した。同年2月にドイツに帰還する予定。

## ギャラリー

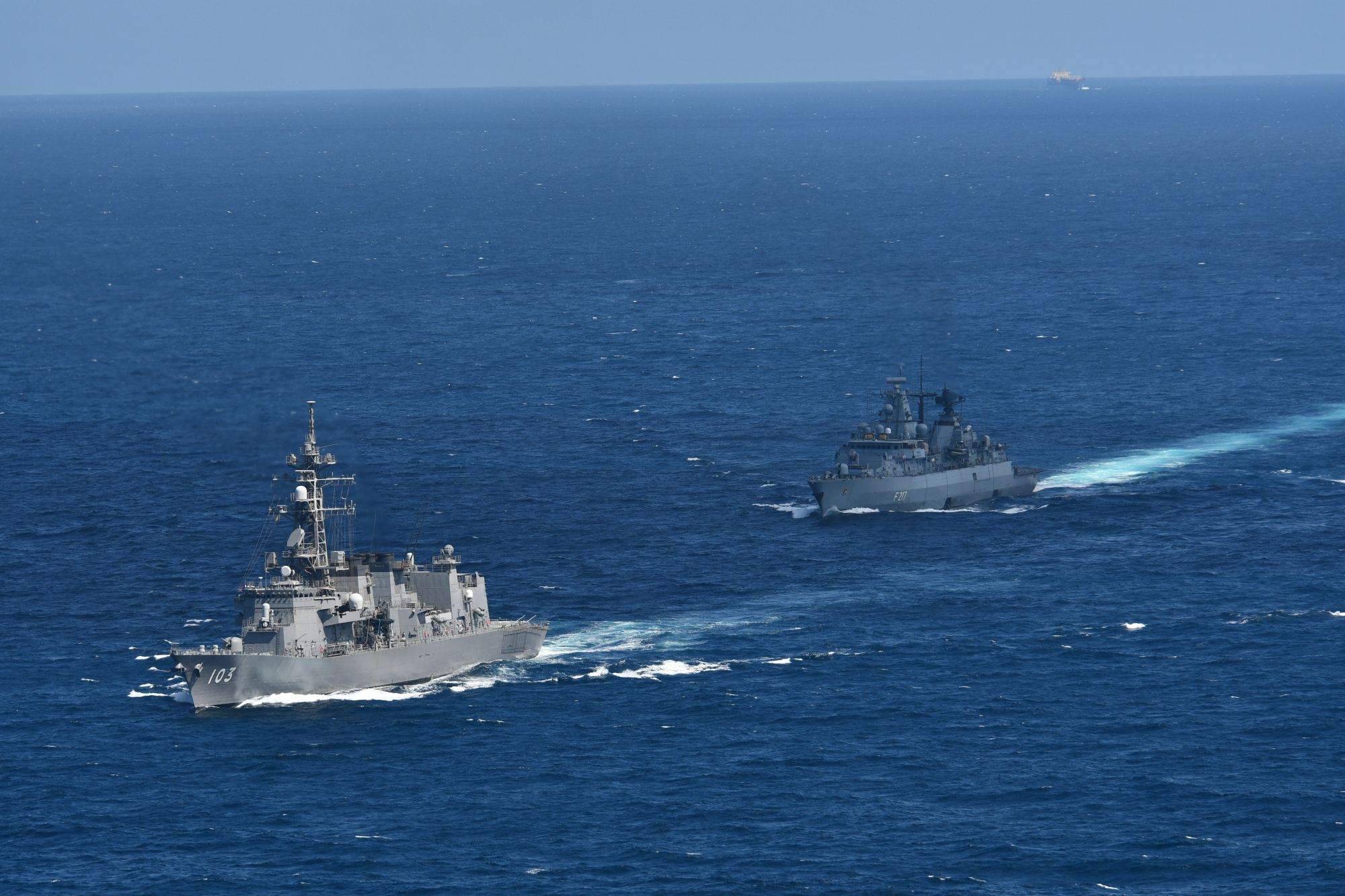
アデン湾において海上自衛隊護衛艦「ゆうだち」「バイエルン」と共同訓練を実施する「バイエルン」（右）
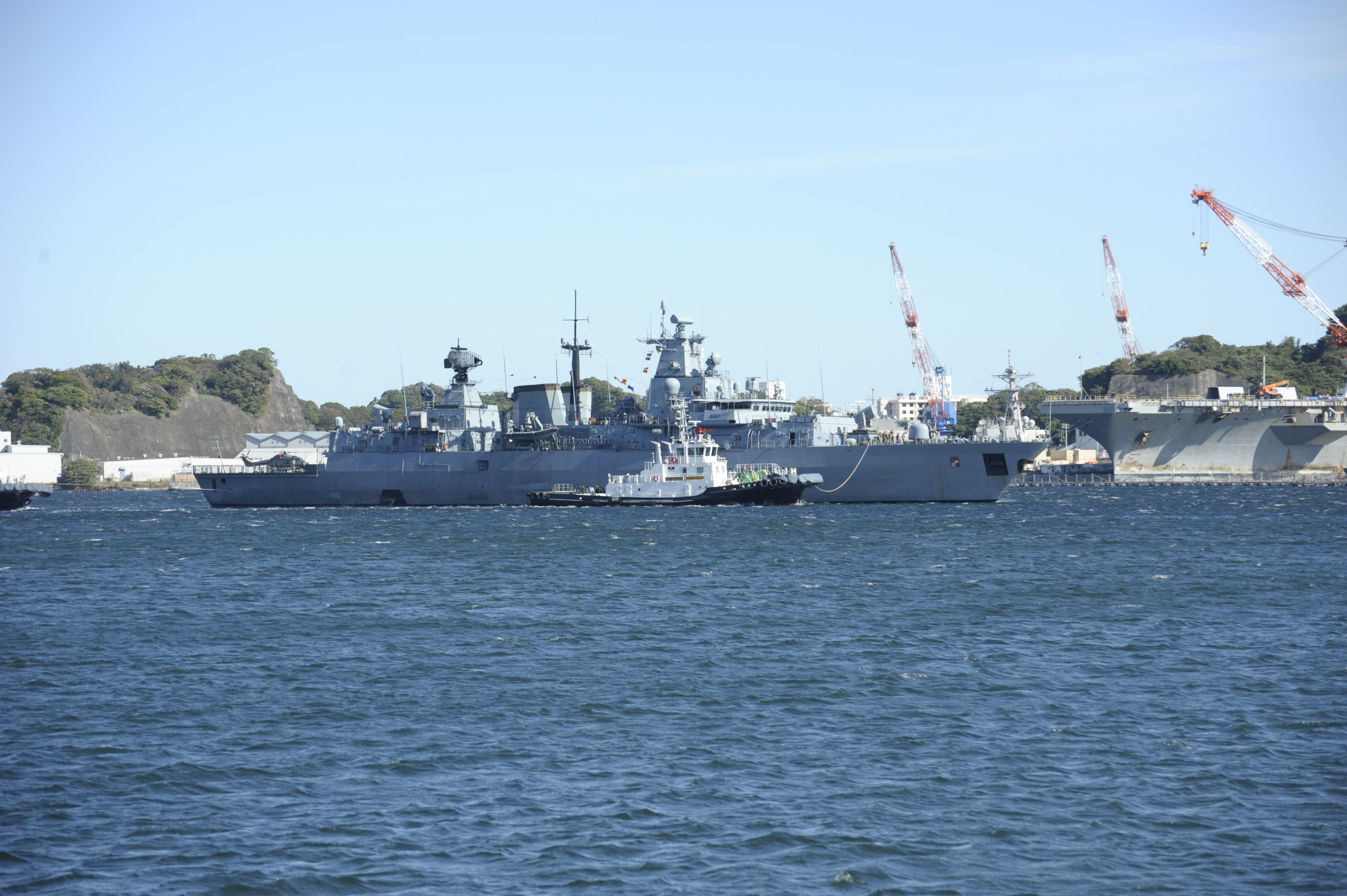
横須賀に入港するバイエルン（2021年11月10日）